# Bourrage de crâne

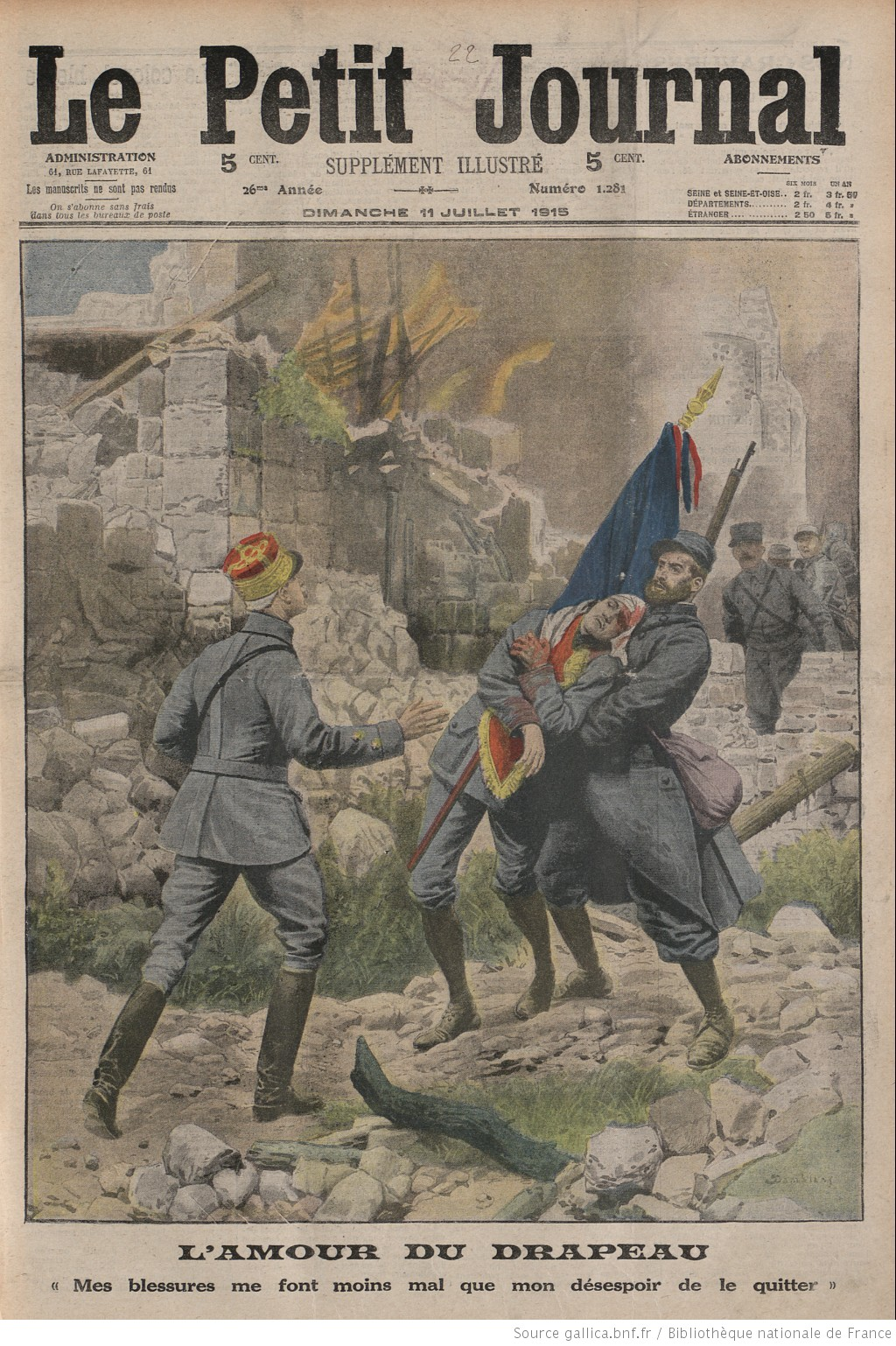
Le Petit journal illustré du 11 juillet 1915
« L'amour du drapeau »

L'expression bourrage de crâne apparue dans l’argot parisien à la fin du XIXe siècle se répand  pendant la Première Guerre mondiale pour désigner la propagande outrancière et souvent mensongère de la plupart des journaux. Elle a été popularisée par le journaliste Albert Londres qui dénonça dans ses reportages la propagande pendant la Première Guerre mondiale.
Si l'expression est restée utilisée par la suite pour désigner la propagande ou l'endoctrinement, elle est particulièrement en usage pendant la Grande Guerre.
Le bourrage de crâne est la conséquence de la censure, de l’esprit cocardier de la rédaction des principaux organes de presse et d’une volonté de maintenir le moral de l’arrière.
Les communiqués laconiques des autorités masquant les revers de l’armée ne permettaient pas de satisfaire les besoins d’informations du public. Les journalistes sont donc contraints à l’invention.
Passé les premiers jours, les journalistes ne peuvent plus se rendre sur le front. Leur ignorance des opérations et des conditions matérielles des combattants leur  permet d’autant plus de laisser libre cours à une imagination délirante, satisfaisant ainsi autant les autorités qu’une partie du public.
Ces outrances choquent les combattants et trompent de moins en moins les civils ce qui amène les journalistes à adopter un ton plus mesuré et plus réaliste dans les dernières années de la guerre.

## Les organes de diffusion

### La presse
Le bourrage de crâne est principalement diffusé par les journaux à grande diffusion, media dominant en 1914.
La presse française est alors la première du monde par l’importance de ses tirages.
Le progrès des techniques d’impression (rotatives) qui diminue le prix de revient et l’alphabétisation généralisée au début du siècle permettent de conquérir un lectorat populaire de masse. 10 millions d’exemplaires sont diffusés quotidiennement par 80 journaux nationaux et 232 régionaux. Les journaux à 5 centimes représentent en 1913 les trois-quarts du tirage de la presse nationale, 900 000 exemplaires pour Le Petit Journal, 1 000 000 pour le Petit Parisien, 800 000 pour le Journal, 600 000 pour Le Matin. Le tirage des  journaux politiques et ceux s’adressant à un lectorat cultivé est moins important. Ainsi, celui de l’Humanité qui a peu participé au bourrage de crâne et l’a parfois dénoncé n’était que de 80 000 en 1912 , celui du Temps journal de référence des milieux politiques et des dirigeants de l’économie de 35 000 à 40 000.
Les publications à grande diffusion privilégient les événements spectaculaires, les faits divers sensationnels. Ainsi, le Petit Journal s’était fait une spécialité du sang à la une.
Ces journaux se veulent apolitiques, avec quelques nuances, et sont avant tout des entreprises commerciales qui s’efforcent de ne mécontenter aucune partie de leur lectorat d’où leur conformisme et en même temps recherchent le scoop ou le sensationnel pour vendre ce qui les amène à une surenchère de patriotisme et à des outrances.

### Le cinéma
Le cinéma, s’il n’a pas une influence comparable à celle de la presse, a participé à la mobilisation patriotique. Les 2800 salles existant en France reçoivent plus d’un million d’entrées par jour. 42 films sur le conflit ont été produits de 1914 à 1918, transfigurant la guerre pour exalter le patriotisme et affirmer l’unité nationale, ainsi les films tournés par Léonce Perret une page de gloire et N'oublions jamais. Contrairement aux films réalisés après le conflit, dont beaucoup s'efforcent au réalisme, la production de 1914 à 1918 donne une représentation héroïque et aseptisée de la guerre. Dans les films documentaires, les ennemis sont présentés comme des vaincus, prisonniers ou blessés. Les seuls cadavres montrés à l'écran sont ceux de l'ennemi.

## Le cadre institutionnel

### La censure
La censure des périodiques était abolie en France depuis la loi de 1881 sur la liberté de la presse.
L’état de siège prévu par la loi du 9 août 1849 qui interdit les réunions et publications susceptibles de troubler l’ordre public fut appliqué dès l’entrée en guerre.
Une loi du 5 janvier 1914 interdit la publication d’informations sur les pertes de guerre et la conduite des opérations ainsi que sur les négociations diplomatiques avec les États neutres.
Un service de censure est mis en place comprenant un bureau de censure au ministère de la guerre et des commissions dans les régions militaires employant au total 5 000 agents. Ces institutions étaient organisées en 3 services distincts chargés des quotidiens, des périodiques et des livres, et des télégrammes. Les directeurs de publications étaient tenus de présenter les morasses (exemplaires avant impression) à la censure. En fonction des consignes générales et ponctuelles reçues des ministères et du grand quartier-général, le censeur informait d’un article ou passage indésirable le directeur de publication qui pouvait proposer une nouvelle rédaction également soumise à la censure. La publication pouvait remplacer le passage ou l’article censuré par un blanc ou par la mention censuré. La censure n’était donc pas dissimulée.
La publication d’articles censurés était passible de sanctions d’amendes, de saisie, jusqu’à l’interdiction temporaire ou définitive.
La censure limitée au départ au domaine militaire fut étendue dès fin septembre aux questions politiques. Le principe de la censure militaire fut très généralement admis car il paraissait nécessaire de ne pas dévoiler des informations qui auraient pu être utilisées par l’ennemi mais son extension à d’autres domaines fut contestée notamment par Georges Clemenceau directeur de L'Homme enchaîné et par Gustave Téry directeur de l’Œuvre.
L’efficacité de la censure ne fut pas absolue, car le personnel n’était pas assez nombreux pour l’examen quotidien de centaines de publications. Des informations qui auraient dû être arrêtées sont donc passées au travers de la censure. De plus, les directives des autorités sont parfois arrivées dans les services après examen des morasses.
Dans les dernières années de la guerre, la censure eut également pour mission de limiter les outrances chauvines d’une partie de la presse, très mal supportées par les combattants et même par les civils.

### Le Comité général des associations de la presse française
Cet organisme qui regroupe toutes les organisations de journalistes et de patrons de journaux a pour but de « faciciliter la propagande patriotique du gouvernement. »

### Le Grand Quartier général
Le Grand Quartier général est la source principale de propagande. La section d'information créée en octobre 1914 alimente la presse en informations et oriente les medias.

### La Maison de la Presse
La Maison de la Presse créée au début de 1916 par Philippe Berthelot est un service interministériel de propagande chargé de réunir la documentation politique, militaire, administrative et industrielle et de diffuser les journaux, films, photos, livres favorables à la cause des Alliés. Ses différents services assistent les journalistes en prenant en charge leurs déplacements sur le front, en communiquant des extraits de lettres trouvées sur les prisonniers allemands, en organisant les relations à l'étranger. La Maison de la Presse fournit aux journalistes des notes de synthèses, des dossiers, des photos et tous documents utiles. Lors de son accession au pouvoir à l'automne 1917, Clemenceau donne plus de moyens à cet organisme.

## Déformation de la situation dans les communiqués officiels
La plupart des journaux publient les communiqués officiels laconiques et déformant la réalité des opérations.
Les reculs des armées alliées, les défaites sont passées sous silence ou minimisées, les épisodes de résistance du front sont présentés comme des avancées. À titre d'exemples, le traitement de la grande retraite et celui de la capitulation de Lille sont ainsi présentés.

### La grande retraite de 1914

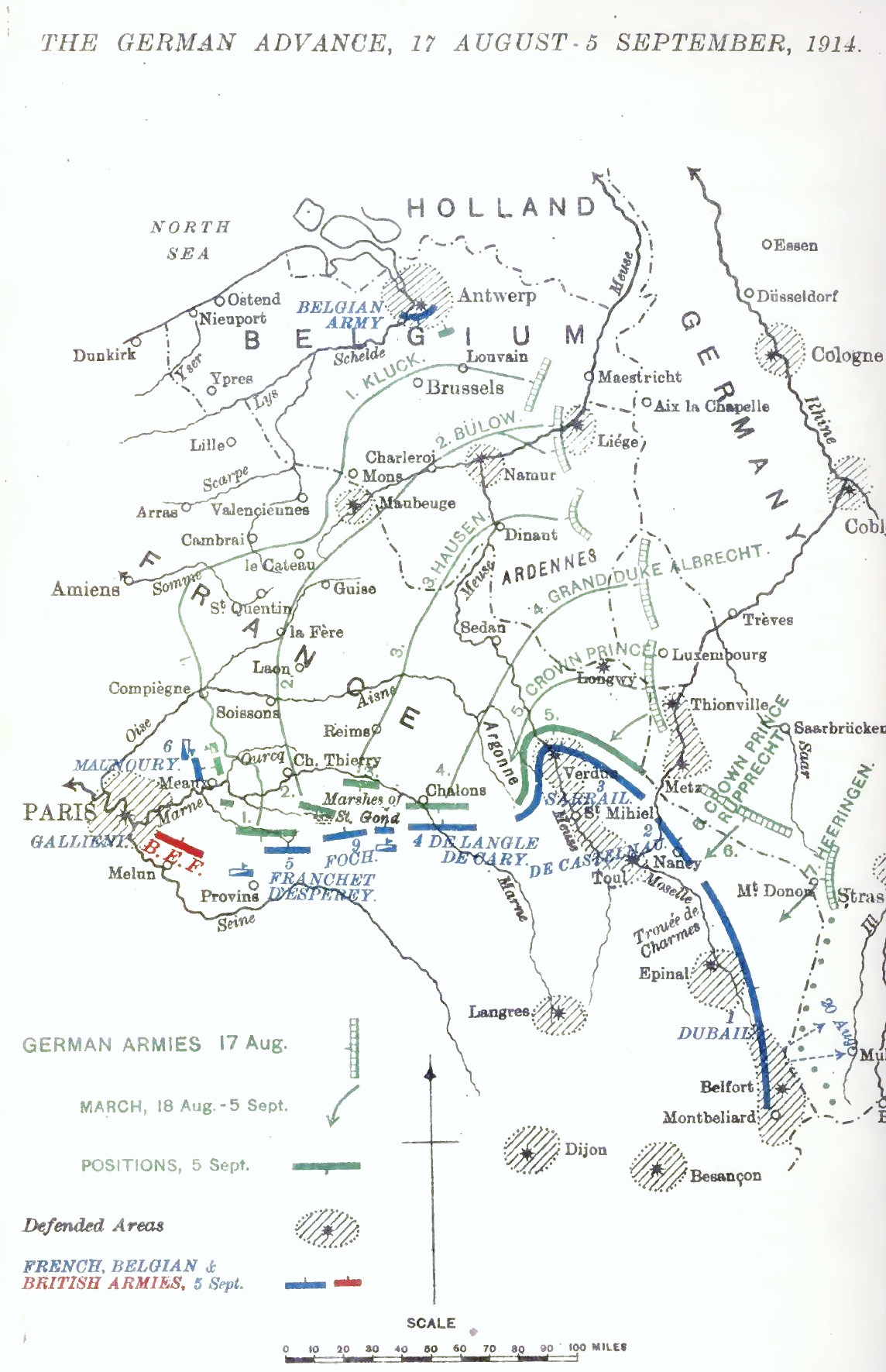
Avance allemande du 17 août au 5 septembre 1914

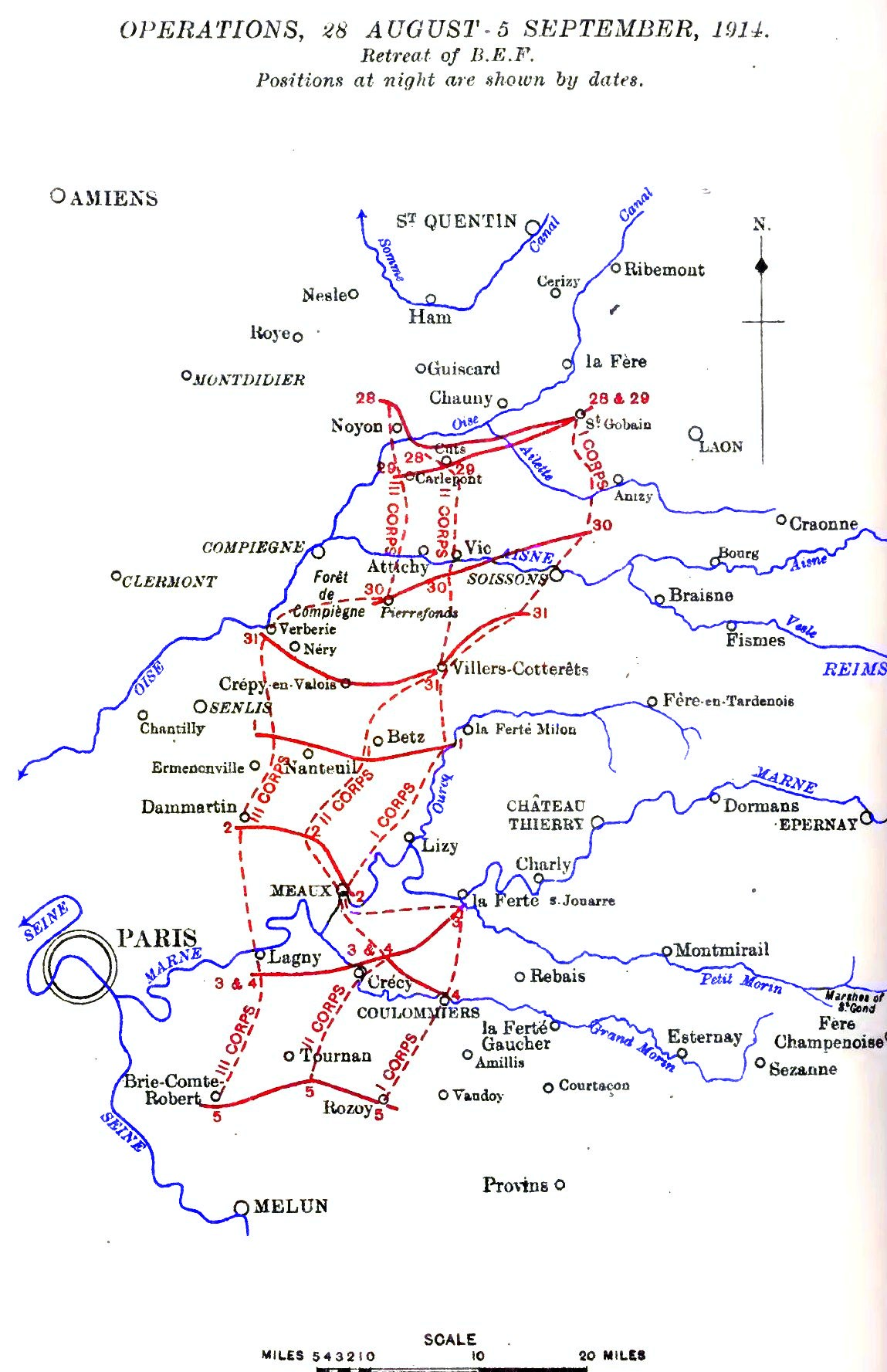
Operations du 28 août au 5 septembre

Ainsi, la Grande Retraite des armées alliées de fin août et début septembre 1914 avant la bataille de la Marne est masquée dans les communiqués par la mise en valeur d’offensives limitées, la position des forces en présence  étant annoncée, de manière lacunaire et floue sans carte, avec plusieurs jours de retard. Les journaux les plus diffusés tels que  le Petit parisien, le Matin, le Petit journal s’efforcent de rassurer leurs lecteurs, au-delà même des communiqués officiels dont les extraits suivants.
22 août 1914
« Continuant son succès, une partie de notre armée a occupé Mulhouse, tandis que le reste se rabattait sur Altkirch et forçait les allemands à se rabattre sur le Rhin qu’ils ont passé en désordre. Ainsi est atteint le but initialement fixé à nos troupes dans la Haute-Alsace le rejet des forces allemandes sur la rive gauche du Rhin », « La victoire de Mulhouse fut complète. Les Allemands rejetés sur la rive droite du Rhin. Plusieurs milliers de prisonniers. En Lorraine nos troupes se replient en couvrant la frontière française. »
En réalité, après une première entrée à Mulhouse du 7 au 10 août, la ville avait été reprise par l’armée française  le 19 août puis évacuée le 25 août mais les forces allemandes n’ont nullement été repoussées sur le Rhin. Un millier d'Allemands ont été faits prisonniers, non plusieurs milliers.
23 août 1914
« À l’issue du conseil de Défense qui s’est tenu à l’Elysée, M. Malvy (ministre de la Guerre) a fait cette déclaration aux journalistes : tout ce que je puis vous dire c’est que la bataille est engagée. Je n’en sais pas plus. »
Au début de la guerre, le gouvernement lui-même était mal informé de la situation par les autorités militaires ce dont se plaignait le Président Raymond Poincaré.
24 août 1914
« Nos troupes ont repris partout l’offensive : leur action se produit régulièrement en liaison avec l’armée anglaise. »
25 août 1914
« La grande bataille entre le gros des troupes françaises et anglaises et le gros des troupes allemandes continue. Pendant que cette action se poursuit pendant laquelle nous avons l’importante mission de retenir la presque totalité des armées ennemies, nos alliés de l’Est obtiennent de gros succès. »
26 août 1914
« Nos troupes dont le moral reste excellent prennent position sur des positions de couverture . »
27 août 1914
« La bataille est reprise. En Belgique, les troupes françaises ont contenu ou même fait reculer l’ennemi. En Lorraine nous avons repris l’offensive. »
28 août 1914
« 5 jours d’offensive heureuse en Lorraine. Les pertes allemandes sont énormes. Dans la Meuse, nous repoussons énergiquement une attaque de l’ennemi. Dans le Nord, nos alliés anglais ont dû légèrement rétrograder. Dans les Vosges, nos troupes ont repris l’offensive et refoulé les forces allemandes. »
29 août 1914
« Un temps d’arrêt dans les hostilités ? La situation de notre front des Vosges à la Somme est restée ce qu’elle était hier. » Les lecteurs des quotidiens apprennent donc que le front placé la veille en Belgique ou dans le Nord est arrivé sur la Somme, cette situation étant restée ce qu'elle était hier.
30 août 1914
« La situation de la Somme aux Vosges est restée ce qu’elle était la veille. Les forces allemandes paraissent avoir ralenti leur marche. »
Le lecteur du quotidien venant d'apprendre la veille le passage brusque du front de la  Belgique à la Somme, puis sa stabilisation 2 jours et le ralentissement de la marche des allemands, au conditionnel, peut s’inquiéter.
31 août 1914
« La situation dans l’ensemble était la même hier soir que le matin. Après une accalmie, la bataille a repris dans les Vosges et en Lorraine. Sur la Meuse, près de Dun un régiment qui tentait de passer la rivière a été complètement anéanti. À l’aile gauche, les progrès de l’aile marchante allemande nous obligent à céder du terrain. »
Le communiqué ne mentionne plus la Somme ce qui permet une forme de démenti dans l'éditorial optimiste sous le titre La situation militaire signé du Lieutenant colonel Rousset : « Les derniers communiqués nous apprennent qu’on se bat sérieusement, non pas sur la Somme comme nous pouvions le croire mais dans l’intervalle compris entre la Meuse et l’Oise de la Fère aux abords de Mézières. Alternatives de poussées subies et de contre-attaques heureuses. En fait, nous tenons bon. Ce qui n’empêche les alarmistes de voir Paris investi très prochainement sinon réduit à merci. Je ferai observer à ces trembleurs dont l’attitude est vraiment déplorable, non certes pour les calmer - ils sont incorrigibles – mais pour rassurer ceux qu’ils pourraient effrayer, qu'en 1870, la capitale a tenu bon près de cinq mois. […] Au surplus, il semble que nos ennemis fassent la guerre en désespérés. »
1er septembre 1914
« La situation dans l’ensemble était la même hier soir que le matin. Après une accalmie, la bataille a repris dans les Vosges et en Lorraine. Sur la Meuse, près de Dun un régiment qui tentait de passer la rivière a été complétement anéanti. À l’aile gauche, les progrès de l’aile marchante allemande nous obligent à céder du terrain. Le ministre de la guerre a visité dans la matinée en compagnie du gouverneur militaire de Paris de la région Nord-Est du camp retranché ».
Les jours suivants précédant la bataille de la Marne, la population était informée de l’avancée des forces allemandes par l’arrivée de réfugiés belges. Il était donc impossible de cacher plus longtemps la situation.
6 septembre 1914
Le Petit parisien du 6 septembre, date de la plus grande avancée des troupes allemandes avant la bataille de la Marne, s’efforce de rassurer : « Ils peuvent attaquer Paris. Mais le prendre c’est autre chose. » « La victoire et l’honneur sont au bout », ce qui n’empêche pas la fuite d’environ un million de parisiens vers le sud.

### Relation de la prise de Lille
La prise par l’armée allemande le 13 octobre 1914 de Lille, principale ville du Nord et centre industriel le plus important  de la région, qui ne pouvait être passée sous silence, est présentée dans les communiqués officiels reproduits par  les journaux comme un épisode secondaire parmi les avancées continues des armées alliées au cours de la course à la mer. La ville pratiquement abandonnée dans ces opérations militaires resta occupée pendant la durée de la guerre.
14 octobre 1914
Comme l’ensemble des journaux Le Petit parisien reproduit le communiqué qui mentionne la capitulation de Lille parmi des annonces d’offensives et de progrès : « Nous faisons des progrès sensibles sur divers points du front ; à l’aile gauche, nos forces ont repris l’offensive des régions d’Hazebrouck et de Béthune contre des éléments ennemis composés en majeure partie d’éléments de cavalerie venant du front Bailleul-Estaires-La Bassée.
Lille a été attaquée et occupée par un corps d’armée allemand ; la ville était tenue par un détachement territorial. Entre Arras et Albert nous avons fait des progrès marqués. Au centre nous avons également progressé dans la région de Berry-au-Bac […]
En résumé, la journée d’hier a été marquée par un progrès sensible de nos forces sur divers points du champ de bataille. »
L'occupation de Lille est mentionnée dans l'éditorial sous le titre Avance générale : « Avance générale. La journée d’hier a été marqué par des progrès sensibles sur divers points du champ de bataille. […] On a vu à l’aile gauche un double mouvement : le refoulement de la cavalerie ennemie dont la présence menaçait cette aile depuis 4 jours ensuite une avance marquée entre Arras et Albert. La cavalerie n’était pas seule. Un corps d’armée la suivait de près, lequel a pu s’emparer de Lille défendue par de simples détachements territoriaux. L’occupation momentanée de cette ville est certes regrettable. Mais dès maintenant, le mouvement des troupes françaises constitue pour elle une grave menace. Il est permis d’espérer qu’elle ne se prolongera pas longtemps. »
Contrairement aux communiqués sur les destructions d’autres villes de Belgique, de Picardie et de Champagne, suivis de reportages, le bombardement de Lille par l’artillerie allemande qui détruisit une partie des quartiers du centre fut passé sous silence. La ville étant située en zone envahie, des reportages étaient certes impossibles, mais les autorités en avaient connaissance.
Les numéros du Petit Journal des 17 et des 21 octobre mentionnent des avancées vers Lille alors qu'en réalité à travers attaques et contre-attaques, la ligne de front s'est à peu près stabilisée à une quinzaine de km à l'ouest de Lille.
17 octobre
Le Petit Parisien titre : « nous progressons vers Lille » et reproduit le communiqué :
« Sur certains points nous avons gagné du terrain et occupé Laventie à l’est d’Estaires dans la direction de Lille. »
21 octobre
Le Petit parisien titre   « nous approchons de Lille » et reproduit le communiqué : « À notre aile gauche entre la Lys et le canal de la Bassée nous avons progressé dans la direction de Lille. »

## Les outrances
La plupart des périodiques à grande diffusion publient des textes outranciers  exaltant l’héroïsme des combattants, décrivant des conditions de vie très agréables. La vie dans les tranchées serait un plaisir. Le moral des troupes est toujours excellent. L’ennemi est décrit comme cruel ou faible et peureux, prêt à se rendre. Les dirigeants allemands sont tournés en ridicule. Certains des éléments de la propagande ont cependant un fondement réel mais sont parfois exagérés : les exactions de l’ennemi, les destructions des villes du Nord et de Belgique par l'armée ennemie, la crise économique et la famine en Allemagne.

### Confort et agrément de la vie du poilu

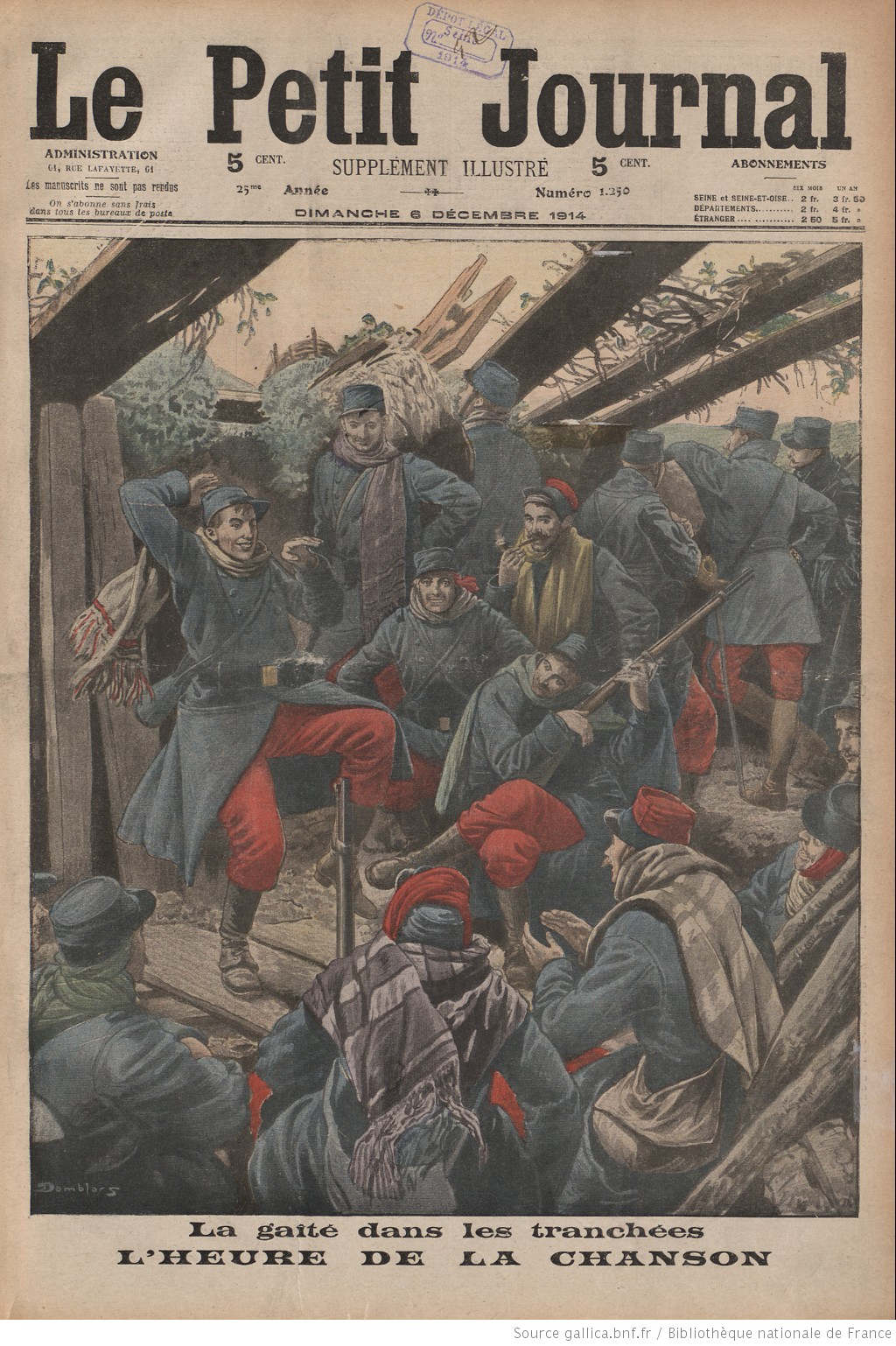
La gaîté dans les tranchées 6 décembre 1914

Le supplément du Petit Journal illustré du 6 décembre 1914 publie un texte qui aurait été écrit par un poilu : 
La guerre, c'est gentil, on marche, on se bombarde.

On joue à Robinson, la nuit on prend la garde,

Et l'on s'endort, enfin heureux et palpitant.

Bercé par les obus au doux bruit crépitant.

Que de plaisirs encor la guerre nous procure !

C'est elle qui nous vaut d'avoir fait cette cure.

D'air libre et de repos à l'ombre des grands pins.

Habitants des terriers comme font les lapins.

Et dire qu'il faudra s'en retourner peut-être.

Vivre dans des maisons, se mettre à la fenêtre

Manger à table, à deux, sans un seul percutant :

Eh bien, je vous le dis, tenez, c'est dégoûtant !

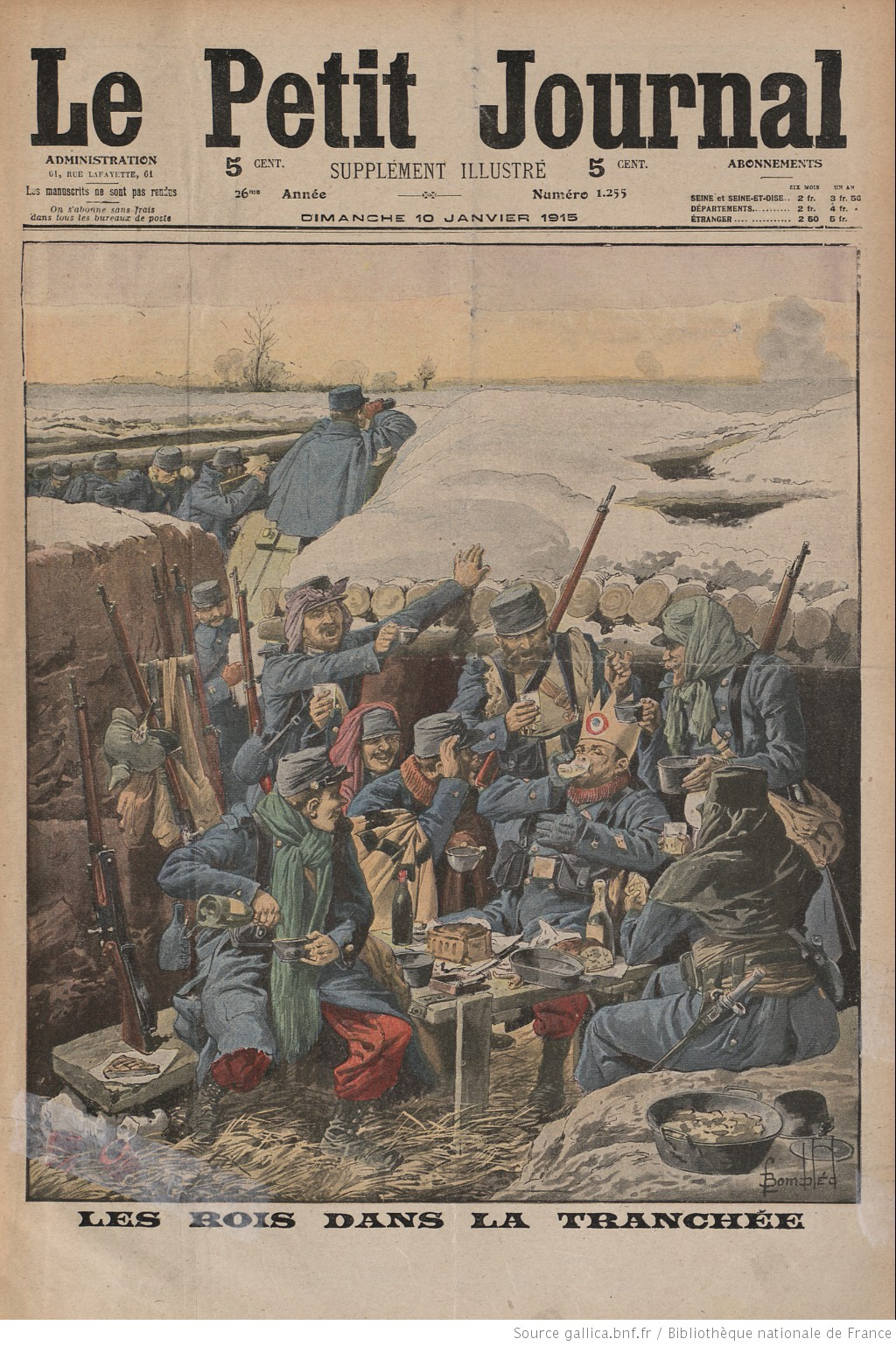
Les rois dans la tranchée 6 janvier 1915

Ce numéro publie également la lettre d'un poilu décrivant sa tranchée :
« L'ameublement se compose d'une table, petite, mais suffisante, et de quatre chaises : trois pour les châtelains, une pour le visiteur. Un garde-manger, une cage à charbon, la cave, un porte-manteau furent aménagés par nos soins. Sur le poêle une gamelle de jus ou de rata chauffe, car nous avons du charbon .
Pour le lit, nous avons creusé dans le mur un trou assez long, assez haut et profond pour loger un homme...
Et voilà de quoi être heureux !
Mais il y a mieux : chauffage central et salle de bains : tout le confort moderne. 
Un soldat Parisien d'origine, donc ingénieux, avait trouvé dans une ferme abandonnée une grosse marmite qu'il apporta de nuit dans la tranchée avec quelques camarades.
Le terrain étant glaiseux utilisé pour faire les briques d'un fourneau, puis des conduites un peu primitives, mais qu'un mélange de paille rendit suffisamment résistantes pour éviter une rupture.
Les joints furent faits, toujours avec de la glaise, et lorsqu'ils furent bien séchés, la marmite fut remplie d'eau, le foyer allumé ; bientôt la vapeur se répandit dans les conduites et l'inventeur eut la satisfaction de constater que son chauffage central permettait de rendre supportable la température de la tranchée.
Les « poilus » des sections voisines vinrent admirer la bonne marmite ; à leur tour, il, se débrouillèrent et maintenant , grâce à l'ingéniosité du « Parigot », toutes les tranchées de R... sont dotées du chauffage central.
Quant à l'établissement de bains et douches, le voici, décrit tout au long par un officier dans une lettre à sa femme :
Oui ma chère, nous sommes des gens propres. Grâce à l'ingéniosité de M. X.., un officier du régiment, nous pouvons tous les jours, de dix à douze heures, prendre une douche chaude. Cela s'appelle narguer les Boches, car cet établissement de bains d'un nouveau modèle est établi.. le croirais-tu ?...dans les tranchées ! Figure-toi un grand trou de six mètres de diamètre, dallé avec des briques blanches ramassées dans les maisons démolies, le tout recouvert d'une toiture en tôle sur laquelle on a étalé de la terre avec le blé qui y a poussé. Sur le toit, un énorme baquet percé en croix de quatre chantepleures. Celles-ci communiquent à travers le toit avec quatre pommes d'arrosoir, et sous chacune d'elles se trouve un baquet. À côté du baquet qui est sur le toit est installée une chaudière maçonnée qui fait chauffer l'eau. Telle est l'installation.
En dessous, dans la salle des douches, on trouve un poêle, des bancs, des porte-manteau, des rideaux et... je n'invente pas... le tout à l'égout. C'est épatant ! Et je t'assure que ce matin, et pour la première fois depuis mon départ, j'ai pu prendre un bain qui m'a utilement lessivé. Tous les généraux sont venus voir ça (la salle et non ma crasse) ; ils ont été émerveillés.
Le confort continue : on installe un salon de coiffure, toujours dans les tranchées bien entendu. Enfin, dernier luxe on prépare une petite revue avec concert et bons artistes. C'est extraordinaire comme dans un régiment on rencontre toutes les ressources... »
Ce texte date du début de la période de stabilisation du front, après la course à la mer. Les tranchées venaient d'être creusées depuis peu, et l'arrière n'avait donc généralement pas connaissance des conditions de vie du poilu en l'absence de permissions. Les tranchées allemandes, généralement mieux aménagées que les françaises au cours des années suivantes, n'ont évidemment jamais atteint ce niveau de confort.

#### Le soldat laboureur
Le Petit Journal lance l'idée que la zone des armées sera mise en culture :
« On sait que la zone des armées va être mise en culture avec le concours des soldats eux-mêmes. L'armée sera divisée en secteurs de culture.
Le soldat-laboureur est un des sujets qui émurent le plus vivement l'imagination et la sensibilité de nos pères.
Après les guerres de l'empire, le soldat-laboureur figurait partout, avait place à tous les foyers ; on le rencontrait sous cadre doré dans les salons libéraux, le bourgeois et le boutiquier l'honoraient d'une bordure de bois peint ; suspendu par quatre clous, il avait sa place marquée à la muraille de l'ouvrier et du paysan. Puis, les enseignes profitèrent de sa vogue, et les devants de cheminée se disputèrent sa moustache grise, son bonnet de police, sa croix d'honneur et sa bêche.
On joua, aux Variétés, en 1821, un vaudeville sous ce titre qui eut le plus retentissant succès. Le soldat-laboureur, le principal personnage, portait le nom significatif de Francoeur. Son costume se composait d'un pantalon et de guêtres de toile grise, d'un bonnet de police, d'une veste d'uniforme avec la croix d'honneur. Lorsqu'il entrait en scène, il tenait une bêche sur son épaule. Et, il chantait :
Au beau Pays qui m'a vu naître,

Utile jusqu'au dernier jour, 

Apprenez que Francoeur veut être

Soldat, laboureur tour il tour.

les champs qui nourrissent ma mère.

Je dois savoir, en bon Français.

les défendre pendant la guerre,

Les labourer pendant la paix.
Nos soldats aujourd'hui savent même les labourer pendant la guerre, et, ainsi, ils assurent doublement la sauvegarde de leur pays. »
La zone du front sera, en effet, remise en culture après la guerre et après désobusage des champs de bataille.

### L'héroïsme des combattants

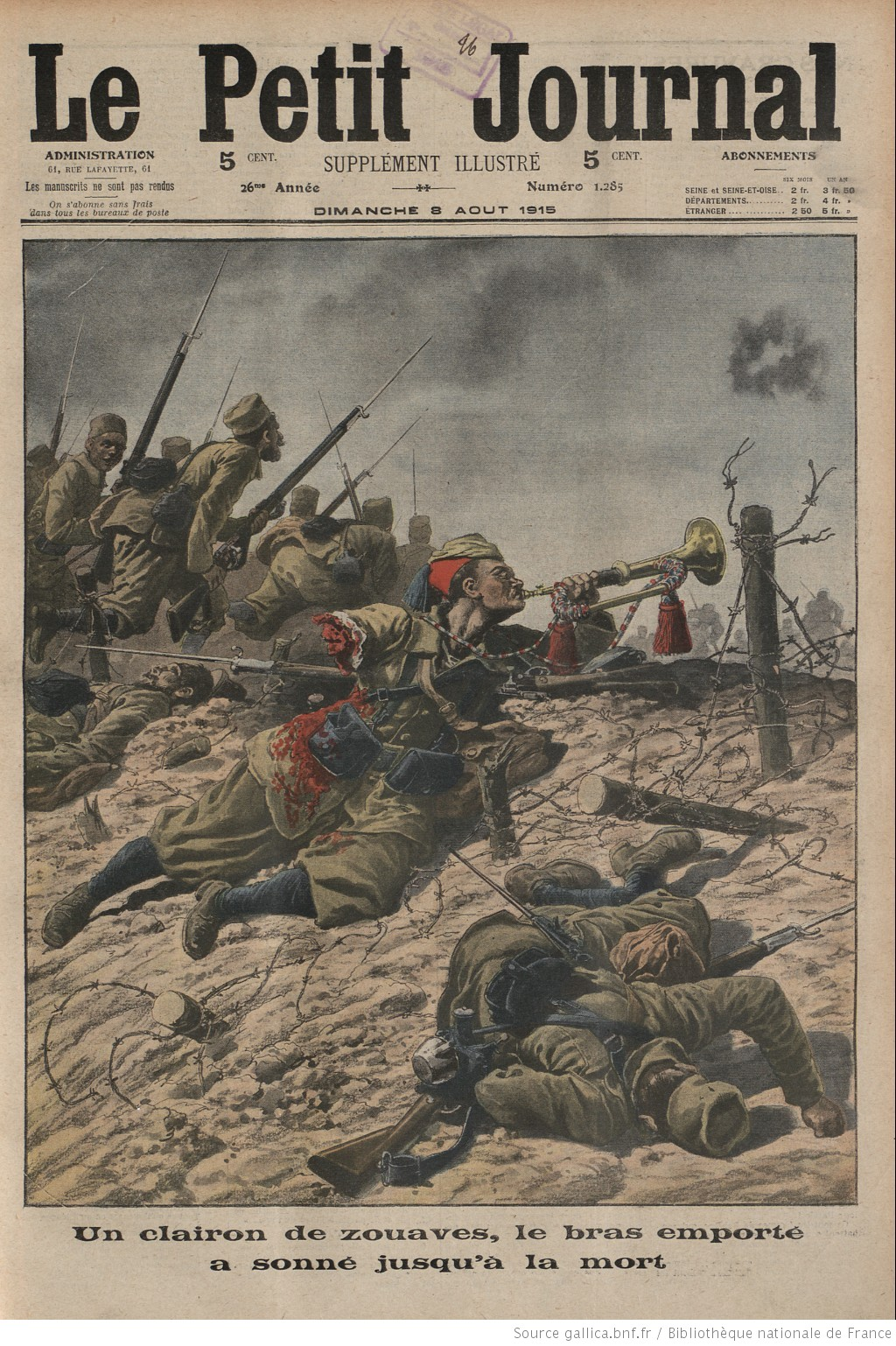
Un clairon sonne jusqu'à la mort

L'héroïsme des combattants, leur esprit de sacrifice sont exaltés. Ainsi dans le supplément illustré du Petit journal du 8 août 1915 :
« Le clairon de zouaves, le bras emporté a sonné jusqu'à la mort. Les zouaves s'étaient lancés à l'assaut des positions ennemies. Le clairon les soutenait de son souffle inlassé. Soudain un obus arrive. Le bras droit du clairon est emporté, non point seulement brisé mais littéralement arraché. L'homme a saisi son instrument de la main gauche et sans souci de la souffrance horrible, il sonne toujours, il sonne jusqu'à l'épuisement, jusqu'à la mort. »
Et dans le numéro du 11 juillet 1915 sous le titre : l'amour du drapeau :
« Mes blessures me font moins mal que le désespoir de le quitter. C'est par ces paroles qu'un officier porte-drapeau témoignait à son chef de la douleur qu'il ressentait en se séparant de l'emblème qui lui était confié. C'était le jour de la prise des Ouvrages blancs dans le village de Mont-Saint-Eloi. Après le combat un lieutenant avançait péniblement soutenu par un homme. Il avait un œil crevé, les deux poignets mutilés. Cependant, en croisant les bras, il maintenait sur sa poitrine un drapeau ensanglanté. 
Le général l'aperçoit, il va à lui et dit : "Mon général, je suis le porte-drapeau du ... d'infanterie et c'est mon drapeau que j'ai là... Mais je suis trop blessé pour le garder plus longtemps. Mon général mes blessures me font moins mal que le désespoir de le quitter".
Le chef l'embrasse, les larmes aux yeux.
- Vous le retrouverez bientôt lieutenant. Et ce jour-là ce sera un troisième galon sur le bras et la croix sur la poitrine. »

### L'hystérie germanophobe
Les journaux cultivent sous toutes les formes la haine des allemands. Leur puanteur serait insoutenable comme le prétend, par exemple, un article du Figaro du 2 juillet 1915 dans une rubrique sérieuse La Chronique médicale :  « Comment les aviateurs alliés savent-ils, par une nuit noire, qu'ils survolent une ville allemand ? Réponse : À l'odeur dégagée par ses habitants. Comment le professeur Bérillon a-t-il dépisté un espion allemand qui s'était fait inscrire comme Alsacien ? Réponse : en le reniflant. ». D'après la Chronique médicale de 1916 : « Les Alsaciens enrôlés de force dans l'armée allemande doivent payer leurs camarades pour marcher dans le rang extérieur de leur compagnie, faute de quoi, entourés de Teutons, ils seraient suffoqués. »
Leur cruauté serait systématique. Le mythe de l'allemand coupeur de mains est très répandu dans tous les milieux. Le Matin du  27 avril 1915 publie un extrait de lettre d'un soldat : « Nous avons fait prisonnier un boche qui portait dans sa musette la main d'un petit enfant de cinq ou six ans pour la rapporter en souvenir à sa femme. » La Chronique médicale de 1917 décrit des scènes de torture qui attendent les Français dans les hôpitaux allemands  et prête à un chirurgien ces propos : « Vos médecins en France, amputent à plaisir les blessés. On a donc donné l'ordre de couper sans hésiter tous les membres blessés. »
Le boche aurait rompu ses liens avec l'humanité et aurait régressé vers l'animalité. Cette abjection s'étend à leurs animaux : les chiens allemands seraient particulièrement agressifs ou sournois. D'après le Matin du 31 janvier 1915, les poux seraient divisés en trois races : « le pou boche avec une croix de fer sur le dos ; le pou marocain qui est rouge et qui dévore son congénère allemand et le pou français qui, à côté des autres est inoffensif. »

### Des allemands peureux

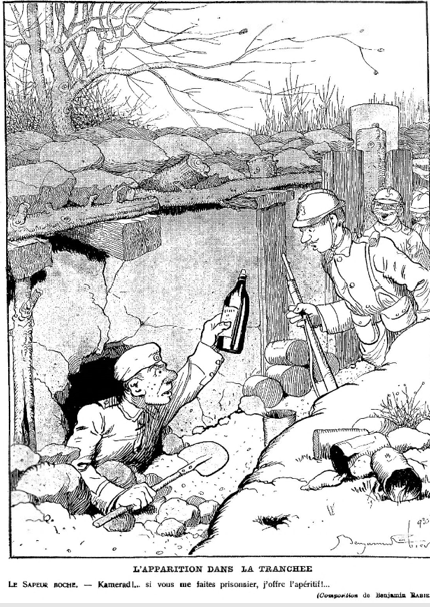
Le Pêle Mêle du 13 février 1916 Boche se faisant prisonnier

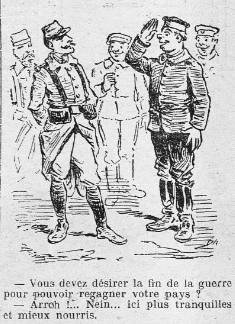
Prisonnier allemand Le Pêle Mêle

L'allemand cherchant à se faire prisonnier est un thème récurrent dans les revues grand public.
Le numéro du 10 janvier 1915 du Petit journal illustré met en scène des  soldats allemands maltraités par leurs officiers et prêts à se faire prisonniers.
« C'est une scène héroï-comique qui, ces jours derniers, fit la joie de toute une tranchée.

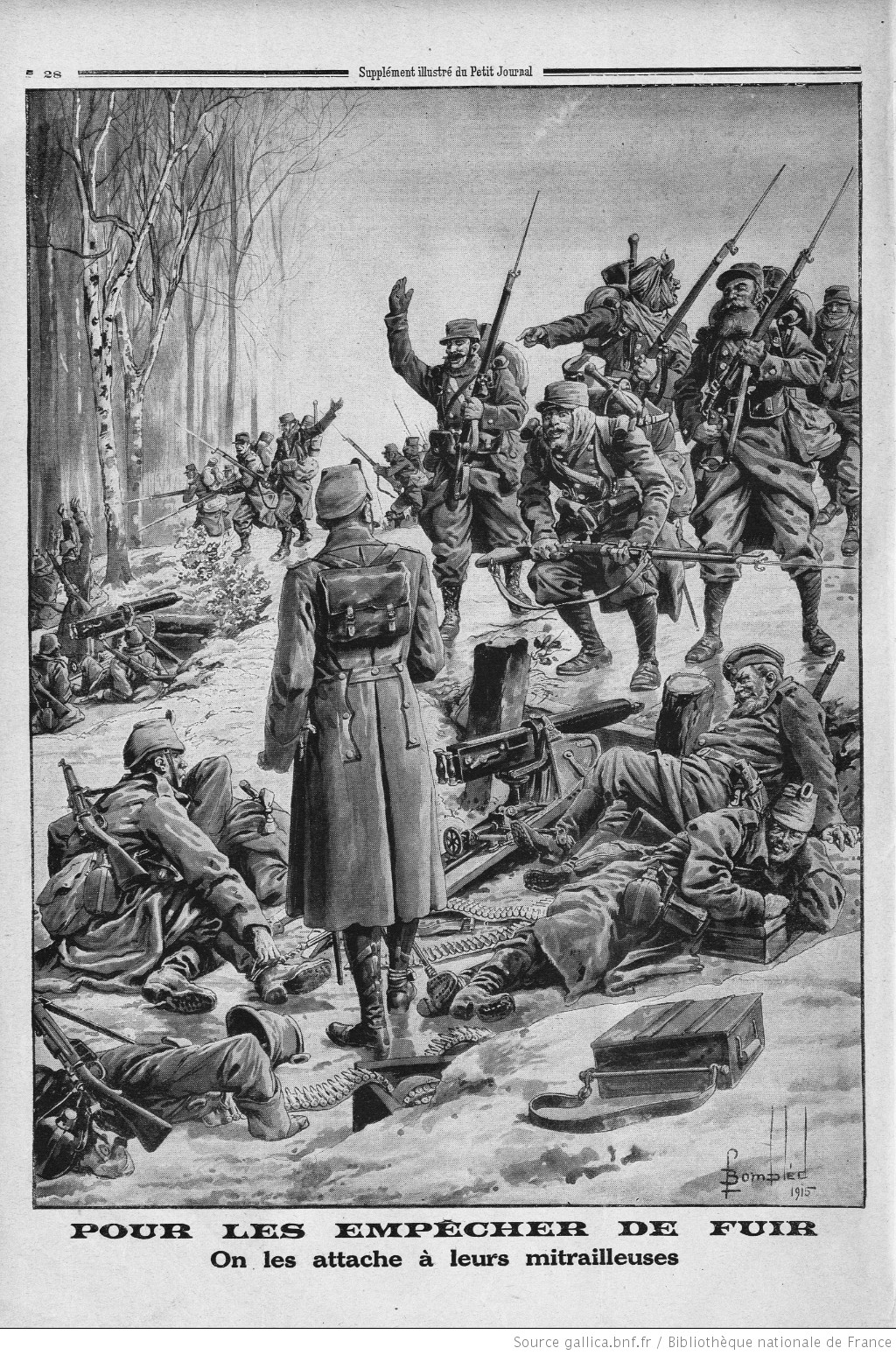
Pour les empêcher de fuir on les attache à leurs mitrailleuses

Des Bavarois qui se trouvaient en face, à quelque cent mètres de là avaient médité de se rendre aux Français. Ils étaient fort malheureux, mal nourris, battus par leurs chefs ; et puis, ils avaient appris d'un des leurs, égaré jusqu'aux avant-postes français, et renvoyé après un bon repas, que les prisonniers, loin d'être fusillés comme on le leur avait dit, recevaient au contraire chez nous le traitement le plus humain.
Ils avaient donc décidé de se rendre. Mais voilà que, au moment où ils se défilaient prudemment hors des tranchées allemandes, un de leurs officiers, l'un des plus violents et des plus détestés, les aperçut.
- Où allez-vous ? leur cria-t-il.
Ils ne répondirent pas, poursuivirent leur chemin. L'officier alors courut après eux... Que faire ?.. En un instant leur parti fut pris. Ayant laissé approcher l'officier; ils le saisirent, le renversèrent, le ligotèrent et l'emportèrent avec eux.
Et c'est ainsi que, ce jour-là, un officier allemand fit, dans les tranchées française, une entrée triomphale, porté par ses hommes, et ficelé comme un saucisson. »
Le Petit Journal illustré  du 7 février 1915 :
« Quand les Boches sont assurés de gagner nos tranchées et de se rendre sans tomber sous les coups de leurs propres canons, ils y mettent une ardeur incomparable.
Lisez le récit officiel de la prise d'Ablain-Saint-Nazaire. Tandis que l'artillerie française, tirant sur les réserves, les cloue sur place par un tir de barrage ; tandis que l'infanterie se lance sur le village en ouragan, une apparition étrange se manifeste tout à coup.
« Une colonne épaisse de gens qui courent débouche sur le talus. Ils ont tous les mains levées, et, si gênante que soit leur attitude, ils font des sauts de lièvre jusqu'à notre tranchée. Ce sont les Allemands qui se rendent.
» D'un seul élan, ils traversent le cimetière, l'ex-première ligne allemande, notre tranchée de départ, et arrivent tout essoufflés à notre tranchée de soutien. Ils sont près de 400 dont 7 officiers, qui déclarent avoir mis fin à une résistance impossible. Tout cela s'est passé en moins d'un quart d'heure ». »
Le numéro du 14 janvier 1917 du Petit Journal illustré décrit une situation désespérée des troupes allemandes :
« Malgré les mesures sévères prises par les autorités allemandes pour empêcher les désertions, celles-ci sont de plus en plus nombreuses.
Cependant, on a pris sur les frontières, tant en Belgique qu'en Allemagne même, les précautions celles-ci sont de plus en plus sévères pour arrêter les déserteurs. Il y a des postes à toutes les routes, des réseaux de fils barbelés dans les champs. N'importe ! les soldats se sauvent en foule et tentent tout pour passer la frontière, préférant le risque d'être repris, la prison, la mort même, à la cruelle condition qui leur est faite par l'impitoyable discipline à laquelle ils sont soumis, et par les privations qu'ils endurent.
Un journal hollandais écrivait déjà, à la fin de l'an dernier :
« Le moral des troupes allemandes commence à devenir exécrable : Rébellions, désertions, suicides, il ne manque presque plus rien.
» Les actes de désespoir, à mesure que cette affreuse guerre se prolonge, sont de plus en plus fréquents dans l'armée allemande. Il n'y a pas de jour où l'on n'enregistre plusieurs suicides dans les casernes et les postes de Bruxelles.» 
Depuis quelque temps, les suicides et les désertions se produisent plus seulement parmi les soldats de l'armée allemande occupant la Belgique, mais même parmi ceux qui se trouvent en Allemagne.
Cette recrudescence de fuites et d'actes de désespoir s'explique d'ailleurs par les conditions économiques dans lesquelles se trouve le pays et par les souffrances qui en résultent pour les soldats.
Le même journal hollandais cité plus haut observe d'ailleurs que ces désertions sont probablement favorisées par ceux-là mêmes qui sont chargés de les empêcher.
« Les hommes du landsturm à la frontière ferment volontiers l'oeil pour les amis qui « en ont soupé », en attendant de « lever eux-mêmes la séance ».
Or, dernièrement, tandis que la Meuse était, encore gelée, un certain nombre de soldats des garnisons voisines de la frontière à Ruremonde, en ont profité pour passer en hollande. Les sentinelles ont bien tiré quelques coups de fusil, mais trop tard ; les déserteurs étaient déjà de l'autre côté de l'eau, à l'abri des dangers, des privations.
Et voilà comment s'opère l'invasion des Pays-Bas par les Boches ! »
En réalité, les redditions de soldats allemands pour se constituer prisonniers et les désertions dans l'armée allemande avant l'automne 1918 furent rares. Le nombre de prisonniers allemands en France fut, d'ailleurs, sensiblement inférieur à celui des prisonniers français en Allemagne.

## L'évolution de la propagande au cours de la guerre
La majorité de la grande presse s'est livrée à cette propagande au moins au début de la guerre.
Cependant, certains journaux sont restés plus mesurés.
Ainsi L’Humanité participe certes à l’Union sacrée et informe, par exemple, ses lecteurs des atrocités commises par l’armée allemande sur la population civile de la Belgique et des régions du Nord de la France mais conserve un ton modéré et objectif : le journal ne s’associe pas au bourrage de crâne  et en dénonce les outrances autant que le permettent les contraintes de la censure. Dans son numéro du 25 août 1914, le journal proteste, par exemple, contre ceux qui annoncent les Russes à 450 km à 5 étapes de Berlin (une marche quotidienne de 90 km pour une armée de fantassins à pied !).
Le bourrage de crâne a probablement contribué dans une certaine mesure à entretenir le moral de l’arrière. Sa crédibilité paraît cependant limitée, si on en juge par la fuite en province  lors de la grande retraite de fin août-début septembre 1914 de près d’un million de parisiens qui n’ont donc pas été convaincus par les articles rassurants publiés par la grande presse.
La propagande perpétuellement optimiste alimentée par la Section d’information du Grand Quartier Général, avec son ton cocardier et sa présentation grotesque de l’ennemi, était liée à la doctrine d'offensive à outrance en prévision d’une guerre courte et victorieuse et au manque de réalisme de services éloignés du front. Le décalage entre cette propagande et les réalités vécues par les poilus, les échecs des offensives à partir de 1915 entraînent le découragement et une perte de confiance des combattants à l’égard du haut commandement. Les subordonnés qui font part de leurs difficultés sont taxés de pessimisme ou démis de leurs fonctions. Les soldats d’abord, les civils de l’arrière ensuite qui finissent par être informés des réalités par les courriers et les conversations des permissionnaires, sont de plus en plus exaspérés par ce bourrage de crâne.
Par le contrôle postal et par l’institution en septembre 1917 du « rapport sur le moral », le haut commandement prend progressivement conscience du caractère contreproductif de ces outrances ce qui amène à modérer le ton de sa communication. La section d’information oriente la presse dans ce sens et conseille aux rédactions d’éviter les invraisemblances et les excès de chauvinisme. Cette évolution correspond à celle de la doctrine militaire qui abandonne les offensives improvisées après l’échec de celle du Chemin des Dames et privilégie la préparation logistique et l’importance des armements et matériels. Les autorités militaires ont pris conscience comme les combattants d’une guerre longue qui ne se terminera pas par une brusque percée.
Le retour de la confiance des combattants à la fin de la guerre est liée à l’amélioration des conditions de vie, permissions plus généreuses, logistique plus efficace, (des actes mieux que des discours), et à l’espoir de la victoire avec l’aide des renforts américains.

## LeCanard enchaîné
Le 29 novembre 1916, Le Canard enchaîné, pastichant les jeux, les concours, les référendums proposés par la presse, lance un référendum pour l'« élection du grand chef de la tribu des bourreurs de crâne ». La question était « Lequel, à votre sens, parmi les journalistes qui se mettent quotidiennement en vedette, mérite, à tous égards, le titre de Grand chef ? ». Publié le 20 juin 1917, le vainqueur fut Gustave Hervé, battant d'une courte tête Maurice Barrès, puis venaient Charles Humbert, un nom censuré, Brunau-Varilla, Maurice Schwob et Henri de la Ville d'Avray (pseudonyme de Maurice Maréchal, le fondateur du Canard enchaîné).